# タナダユキ
タナダ ユキ（1975年8月12日 - ）は、日本の映画監督、演出家、脚本家、小説家。
福岡県北九州市出身。マッシュ所属。デビュー作である『モル』にて、2001年のPFFアワードグランプリを受賞。代表作として『百万円と苦虫女』、『ふがいない僕は空を見た』がある。

## 来歴
地元北九州の東筑紫学園高等学校で演劇を学んだ後、イメージフォーラム附属映像研究所に入学、映画制作を学ぶ。一時期、映画をやめようと思った時期があったが、『トト・ザ・ヒーロー』を見て感激して「辞めるって決めなくてもいいなと感じた」と言われている。その時、蓄積されたモチベーションで、2000年に『モル』を製作し、監督・脚本・主演を務める。この作品では、何をやっても空回りする人生に振り回される主人公をタナダユキ自身が女優として演じ、PFFアワードグランプリと日活のブリリアント賞との二冠を受賞、期待の新人と評判になった。
2004年にはフォークシンガーである高田渡のドキュメンタリー『タカダワタル的』の監督を務め、東京国際映画祭で特別招待作品として上映される。同年『ラブコレクション』という映画シリーズの一作のうち、監督・脚本作である『月とチェリー』も公開された。同作はR-18映画となるところだったが、一部描写の手直しを行いR-15での公開となる。ちなみに5日間で撮り終えたという。
2005年には、知人である杉作J太郎監督作の『怪奇!!幽霊スナック殴り込み!』に主演女優として出演。
蜷川実花監督の『さくらん』(2007年)では、脚本を担当。
2008年公開『百万円と苦虫女』で2009年2月に第49回日本映画監督協会新人賞を受賞、大きな話題となる。2009年以降は一時期映画監督業は休止、テレビドラマや小説・コラムの執筆に活動を移していたが、2012年『ふがいない僕は空を見た』で4年ぶりの映画監督復帰をした。

## エピソード
2022年9月30日公開の『マイ・ブロークン・マリコ』の主演のシイノ役の永野芽郁から撮影前に3～4か月ほど前から喫煙、愛用するドクターマーチンの靴は11か月ほど前から履きつぶすまでトレーニングしたと聞いたときは褒め称えてあげた。

## 作品

### 映画
- モル（2001年）- 脚本・監督／主演　　★PFFグランプリ＆ブリリアント賞
- タカダワタル的（2004年）- 監督
- 月とチェリー（2004年） - 脚本・監督[7][8]
- さくらん（2007年） - 脚本
- 赤い文化住宅の初子（2007年） - 脚本・監督 　　★原作：松田洋子
- 百万円と苦虫女（2008年） - 脚本・監督
- 俺たちに明日はないッス（2008年） - 監督　　★原作：さそうあきら
- ふがいない僕は空を見た（2012年） - 監督　　★原作：窪美澄 ※第86回キネマ旬報ベスト・テン 7位
- 四十九日のレシピ（2013年） - 監督　　★原作：伊吹有喜
- ロマンス（2015年） - 脚本・監督
- お父さんと伊藤さん（2016年） - 監督　★原作：中澤日菜子[9]
- ロマンスドール（2020年） - 脚本・監督・原作
- 浜の朝日の嘘つきどもと（2021年） - 脚本・監督
- マイ・ブロークン・マリコ（2022年）- 脚本・監督[10]　★原作：平庫ワカ

### オリジナルビデオ
- 諌山節考（2003年、蛭子能収監督） - メイキング監督
- 子ぎつねヘレンとゆかいな仲間たち 「金持ち熟年夫婦の悲劇」「営業マンの悲劇」（2006年） - 監督

### テレビ
- 蒼井優×4つの嘘 カムフラージュ 第四章「都民・鈴子 -百万円と苦虫女 序章-」（2008年、WOWOW） - 監督
- 週刊真木よう子 「蝶々のままで♥」（2008年、テレビ東京） - 脚本・監督
- 女優と街 ACTRESS&TOWN 「#04 吉高由里子20歳、奈良着。〜小さな恋のお手伝い〜」（2008年、関西テレビ） - 演出
- ドラマW 向田邦子 イノセント 「#1 隣りの女」（2012年、WOWOW） - 監督
- 怪奇大作戦 ミステリー・ファイル 「第3話 闇に蠢く美少女」（2013年、NHK BSプレミアム） - 演出
- 昭和元禄落語心中（2018年、NHK総合） - 演出
- 東京独身男子（2019年、テレビ朝日） - 演出
- レンタルなんもしない人 第3話・第4話（2020年、テレビ東京）- 監督
- 浜の朝日の嘘つきどもと（2020年、福島中央テレビ） - 脚本・監督

### 配信ドラマ
- 世田谷リンダちゃん（2005年、短篇.jp） - 脚本・監督
- 配信ドラマ「東京女子図鑑」（2016年12月16日配信開始、Amazon Prime Video） - 監督[11]
- 夫のちんぽが入らない（2019年、FOD/Netflix） - 演出
- 東京、愛だの、恋だの（2021年9月11日 - 10月16日、Paravi） - 監督・脚本[12]

### ミュージック・ビデオ
- タテタカコ「春風」（2006年） - 監督
- 銀杏BOYZ「17才」（2008年） - 監督
- ゆず「守ってあげたい」（2013年） - 脚本・監督

### CM
- 第一三共ヘルスケア「ミノン」洗浄シリーズTVCM監督・演出（2014年10月 - ）[13]
- 資生堂  『スノービューティー ホワイトニング フェースパウダー 2017』特設サイトショートムービー『Laundry Snow』朝篇「21:25 東京発、プラハ行き」、夜篇「夏ノ空ニ、 降ル雪ハ」（2017年） - 監督・脚本[14]

## 出演

### 出演作品
- 怪奇!!幽霊スナック殴り込み!（2006年、杉作J太郎監督） - 主演
- 16［jyu-roku］（2007年、奥原浩志監督）

## 著書

### 小説
- 百万円と苦虫女（2008年5月 幻冬舎 ISBN 9784344015111）
- ロマンスドール（2009年2月 メディアファクトリー ISBN 4840127077）- 前半は雑誌「ダ・ヴィンチ」にて連載、後半は書籍のために書き下ろし。
- 復讐（2013年4月 新潮社 ISBN 9784103338314）

### その他
- マガジンハウス 『an・an』（誌上にてコメンテーター）
- 杉作J太郎「男の花道」（2005年11月 筑摩書房 ISBN 4480420983） - 解説
- ロッキング・オン『CUT』 - 連載エッセイ「パンとみそ汁」（2009年4月 - 2011年11月）